# Liste der Monuments historiques in Bécon-les-Granits
Die Liste der Monuments historiques in Bécon-les-Granits führt die Monuments historiques in der französischen Gemeinde Bécon-les-Granits auf.

## Liste der Bauwerke
| Bezeichnung              | Beschreibung                           | Standort | Kennzeichnung | Schutzstatus | Datum | Bild |
| ------------------------ | -------------------------------------- | -------- | ------------- | ------------ | ----- | ---- |
| Château de Landeronde    | Schloss, erbaut ab dem 15. Jahrhundert | (Lage)   | PA00108969    | Classé       | 1964  |      |
| Château du Bois Guignot  | Schloss, erbaut im 14./15. Jahrhundert | (Lage)   | PA49000052    | Inscrit      | 2006  |      |
| Windmühle                | Erbaut 1872                            | (Lage)   | PA00108971    | Inscrit      | 1975  |      |
| Ferme de la Grand-Maison | Bauernhof, erbaut im 16. Jahrhundert   | (Lage)   | PA00108970    | Inscrit      | 1988  |      |

## Liste der Objekte
- Monuments historiques (Objekte) in Bécon-les-Granits in der Base Palissy des französischen Kultusministeriums